# Cuenca (Španjolska)
Cuenca je glavni grad istoimene španjolske pokrajine u Kastilja-La Manchi, koja je svojom veličinom (17.061 km2) jednaka nekim europskim zemljama, poput Slovenije ili Crne Gore.

## Povijest
Kada je Iberski poluotok bio dio Rimskog Carstva bilo je nekoliko važnih naselja u ovoj pokrajini, kao što su Segóbriga, Ercávica i Gran Valeria. Međutim, mjesto gdje se nalazi Cuenca danas, je u to vrijeme, bilo nenaseljeno. Ime "Cuenca" potječe od latinskog naziva za riječnu dolinu, conca.
Kada su muslimani osvojili ovo područje 714. god., ubrzo su shvatili vrijednost ovog strateškog položaja i oni su sagradili utvrdu Kunka sa zidom dugim 1 km iznad dvije klisure koju su iskopale rijeke Júcar i Huécar. Cuenca je ubrzo postala poljoprivredno i proizvodno-tekstilni grad uživajući rastući prosperitet.
Tijekom rekonkviste u 12. st. Kastilja je zauzela područja zapadne i središnje Španjolske, dok se Aragon proširio duž Sredozemlja. Muslimansko kraljevstvo Al-Andalus počelo se lomiti u male provincije (Reinos de taifas) pod pritiskom kršćanskih kraljevstava, a Cuenca je postala dio Toleda. God. 1076. opkolio ga je Sancho Ramírez od Aragona, ali ga nije osvojio. God. 1080., Kralj Yahya al-Kadir od Toleda izgubio je svou taifu, a njegov vezir je u Cuenci potpisao sporazum s Alfonsom VI. kojom mu je ustupila neke tvrđave u zamjenu za vojnu pomoć.
Nakon Alfonsovog poraza u Bitci za Sagrajas (1086.), Cuencu je osvojio kralj Seville, Al-Mu'tamid ibn Abbad. Međutim, kada su njegovu državu napali Almoravidi, poslao je svoju snahu Zaidu Alfonsu, koja mu je ponudila Cuencu u zamjenu za vojnu potporu. Prvi kršćanski vojnici ušli u grad 1093. god., ali su ga ipak osvojili Almoravidi 1108. godine. Njihov upravitelj u gradu proglasio se nezavisnim 1144. god., nakon čega je to učinila cijela Murcija sljedeće godine. God. 1147. Muhammed ibn Mardanis izabran je za kralja Cuenca, Murcije i Valencije. On je branio svoje posjede od invazije Almohada sve do svoje smrti 1172. god., nakon čega je njegov sin potpisao Sporazum o danku došljacima. Kada je imao samo 17 godina, Alfonso VIII. Kastiljski pokušao je osvojiti grad, ali se nakon pet mjeseci opsade morao povući kada su došle postrojbe kalifa Ebu Yusuf Yaquba. Alfonso je potpisao sedmogodišnje primirje, ali kada su Cuencanci 1176. god. okupirali neke kršćanske zemalje u Hueteu i Uclésu, Alfons je stao na čelu koalicije, koja je uključivala i Ferdinanda II. Leónskog, Alfonsa II. Aragonskog i vojne redove Calatrave, Santiaga i Montegaudia. Cuencu su opsjedali mjesecima od Sveta tri kralja 1177. god do 21. rujna 1177. god. kada su je osvojili, a muslimanski garnizon je utočište našao u utvrdi. Potonji je pao u listopadu, što je označilo kraj arapske dominacije u Cuencu. Alfons VIII. odobrava gradu naslov "Muy noble y muy Leal" (Vrlo plemenit i vrlo odan), te grad dobiva set zakona (latinski: Fuero), koji se smatra jednim od najsavršenijih iz tog vremena. Biskupija Cuenca osnovana je 1183. god., a njegov drugi biskup bio je Sveti Julian od Cuenca, koji je postao gradski svetac-zaštitnik.
Tijekom sljedećih nekoliko stoljeća Cuenca je doživljavala prosperitet, zahvaljujući tekstilnoj proizvodnji i uzgoju stoke. Katedrala se počela graditi u to vrijeme, u anglo-normanskom stilu, s mnogim radnicima iz Francuske jer je supruga Alfonsa VIII. bila Leonora Plantagenet, Francuskinja.
Tijekom osamnaestog stoljeća tekstilna industrija je opala, pogotovo kad je Karlo IV. zabranio ovu aktivnost u Cuenci kako bi spriječili konkurenciju Kraljevskoj tvornici tekstila (Real de Fábrica Tapices). Cuenca dramatično gubi stanovništvo u 18. st. (5.000 stanovnika), a tijekom Rata za neovisnost rata protiv Napoleonovih postrojbi grad je pretrpio velika razaranja. Grad je spao na svega oko 6.000 stanovnika, i samo je dolazak željeznice u devetnaestom stoljeću, zajedno s razvojem drvne industrije, mogao oporaviti grad na 10.000 stanovnika. God. 1874., za vrijeme Trećeg karlskog rata, Cuencu su zauzeli Karlisti, pristalice Karla María Isidra kao kralja umjesto kraljice Izabele II., a grad je ponovno pretrpio velike štete.
Dvadeseto stoljeća započelo je kolapsom Giralda, tornja katedrale 1902. god., što je utjecalo i na gradske fasade. Prva desetljeća dvadesetog stoljeća bili su turbulentni kao i u drugim španjolskim krajevima. Siromaštvo u ruralnim područjima prouzrokovalo je čak i napad na Katoličku Crkvu i biskupa Cuenca kojeg su ubili. Tijekom Španjolskog građanskog rata Cuenca je bila dijelom republikanske "crvene zone" (Zona roja) koju Francove trupe osvajaju 1938. god. U poslijeratnom razdoblju ovo područje je palo u krajnje siromaštvo, zbog čega su mnogi ljudi emigrirali u uspješnije regije, uglavnom  Baskiju i Kataloniju, ali i druge zemlje, kao što je Njemačka. Grad se počeo polako da oporavljati 1960-ih, i grad se proširio daleko izvan granica klanca.
Posljednjih desetljeća grad doživljava umjereni rast stanovništva i gospodarstva, osobito zahvaljujući rastućeg turističkog sektora, zbog kojega su poboljšane ceste i željezničke komunikacije. Cuenca dobiva snažan poticaj kada je Stari grad 1996. upisan na UNESCO-ov popis mjesta svjetske baštine u Europi. Od tada je izgražena Gradska koncertna dvorana i Znanstveni muzej, što je stavlja u povoljnu poziciju za naslov europskog glavnog grada kulture 2016. god.

## Znamenitosti
- El Castillo su ruševine stare arapske utvrde od kojeg su preostali samo toranj, dva kamena zida i lučni portal kojim se ulazi u stari grad. Utvrda je od 1583. god. do 19. st., kada su je uništili francuski vojnici, bila dom inkvizicije.
- Katedrala Gospe Milostive (1182. – 1270.), prva gotička arhitektura u Španjolskoj. Pretrpjela je mnoge renesansne preinake u 15. (apsida), 16. st. i 18. st. (oltar), a fasada je obnovljena nakon rušenja tornja Giraldo 1902. god.
- Crkva sv. Mihajla (Iglesia de San Miguel) je jednobrodna građevina s apsidom iz 13. st.
- "Viseće kuće Cuenca"  (Las Casas Colgadas) iz 15. st. su jedini primjer tradicionalne stambene gradnje na liticima Cuenca. Danas se u njima nalazi restoran i Muzej apstraktne umjetnosti.
- Most sv. Petra (Puente de San Pablo) je izgrađen od 1533. – 1589. preko kanjona Juan del Pozo, rijeke Huecar, povezujući Samostan sv. Petra sa starim gradom. Izvorni most visine 60 m se srušio 1902. god. i zamijenjen je metalnom konstrukcijom iz 20. st.
- Dominikanski Samostan sv. Petra je izgrađen u 16. st., a ukrašen je u rokoko stilu u 18. st. Od 19. st. do 1975. god. njime upravljaju Pavlini, a od 1990-ih je pretvoren u hotel Parador Nacional de Turismo de Cuenca.
- Gradska vijećnica je izgrađena u baroknom stilu 1762. god. s fasadom kojom dominiraju tri rimska slavoluka.

- Katedrala u Cuenci
- Katedrala u Cuenci
- Samostan sv. Petra
- "Viseće kuće" Cuenca
- Gradska vijećnica na glavnom trgu (Plaza Mayor)
- Most koji je dizajnirao Gustave Eiffel

## Gradovi prijatelji
Cuenca je zbratimljena sa sljedećim gradovima:
- Cuenca (Ekvador), Ekvador (također svjetska baština)
- L'Aquila, Italija
- Paju, Južna Koreja
- Ronda, Španjolska

## Vanjske poveznice
- Službena stranica